# Gueorgui Litkin
Gueorgui Stepànovitx Litkin o Georgi Lytkin (1835-1907) fou un escriptor i líder nacional komi, pare del nacionalisme komi modern. Es diu en rus: Георгий Степанович Лыткин, en komi Степан Ёгор. Fa servir el pseudònim Ёгуш.
Era el fill d'un mercader arruïnat que estudià a Sant Petersburg i traduí texts sagrats al komi; també era militant socialista, però intentà elevar Esteve de Perm a la categoria d'heroi nacional komi i cercà la puresa del llenguatge. També va proposar la creació d'una Església Ortodoxa Komi Autocèfala.